# Molí de Rosanes
El Molí de Rosanes és una obra de Calldetenes (Osona) inclosa a l'Inventari del Patrimoni Arquitectònic de Catalunya.

## Descripció
Molí de planta rectangular cobert a dues vessants amb el carener perpendicular a la façana orientada vers a SW. Consta de planta baixa, primer pis i golfes. A la façana, part esquerre, s'hi adossa un cos de porxos cobert a una sola vessant i amb grans obertures de totxo. A la planta hi ha dos portals d'arc rebaixat construïts amb pedra, al primer pis una finestra amb l'ampit motllurat. Al segon pis, sota el carener, un petit balcó de fusta. El mur NW és cec i s'hi endevinen dues fases constructives. El sector NE s'assenta damunt la roca viva, hi ha un portalet d'arc rebaixar que dona sortida a l'aigua de la turbina del molí. A l'angle SE s'hi adossa un cos que recull l'aigua pel molí mitjançant dos murs que formen una mena d'embut, en aquest indret s'hi adossa un cos cobert a una vessant. És construïda amb maçoneria i té alguns elements de tàpia i de pedra vista. Dades constructives: llinda de la porta principal, 1650; el molí conserva dues moles, la cabra i dues tremuges.

## Història
Antic molí fariner situat dins del terme de Calldetenes, topònim que s'adoptà a partir de 1965, ja que era conegut des de l'edat mitja per Riudeperes. El molí actual ha perdut la seva funció primitiva però els habitants actuals amb esperit recuperador i enginy sabem mantenir la utilitat dels elements que formen el molí. El mas Rosanes o molí de Rosanes, el trobem documentat en els fogatges de la parròquia i terme de Sant Martí de Riudeperes de l'any 1553, aleshores habitava el mas un tal Bernat. Així també el trobem registrat en el Nomenclàtor de la província de Barcelona de l'any 1860 i consta com a molí fariner.